# Belgien i olympiska sommarspelen 1932
Belgien deltog med 36 deltagare i de olympiska sommarspelen 1932 i Los Angeles. Sju av de belgiska deltagarna var fäktare och resten deltog i konsttävlingarna. Ingen av landets deltagande idrottare erövrade någon medalj. I konsttävlingarna i Los Angeles tog André Verbeke en bronsmedalj i stadsplanering.

## Fäktning
Sex herrar och en dam representerade Belgien i fäktning vid olympiska sommarspelen 1932. De högsta placeringarna var fjärdeplatser i damernas florett och i herrarnas lagtävling i värja. Av de belgiska fäktarna hade André Poplimont ingått i Belgiens herrlandslag i ishockeyturneringen vid olympiska vinterspelen 1924.

### Damer
Florett, individuellt
- Jenny Addams

### Herrar
Florett, individuellt
- Georges de Bourguignon
- Werner Mund

Värja, individuellt
- Balthazar De Beukelaer
- Max Janlet
- André Poplimont

Värja, lag
- André Poplimont, Max Janlet, Balthazar De Beukelaer, Werner Mund och Raoul Henkaert

Sabel, individuellt
- Georges de Bourguignon